# Cayetano Cornet
Cayetano Cornet, katalanisch Gaietà Cornet Pàmies (* 22. August 1963 in Reus), ist ein ehemaliger spanischer Sprinter, der sich auf den 400-Meter-Lauf spezialisiert hatte.
Seit den Olympischen Spielen 2006 ist Cornet der Chef de Mission (Delegationsleiter) des spanischen Olympiateams.

## Werdegang
Bei den Olympischen Spielen 1988 in Seoul erreichte er das Viertelfinale. 1989 gewann er Gold bei den Halleneuropameisterschaften in Den Haag und Bronze bei den Hallenweltmeisterschaften in Budapest, und 1990 holte er Bronze bei den Halleneuropameisterschaften in Glasgow und wurde Vierter bei den Europameisterschaften in Split.
Einer Bronzemedaille bei den Hallenweltmeisterschaften 1991 in Sevilla folgte bei den Weltmeisterschaften in Tokio das Aus im Vorlauf. Bei den Olympischen Spielen 1992 in Barcelona kam er im Einzelwettbewerb ins Viertelfinale und schied mit der spanischen Mannschaft im Vorlauf der 4-mal-400-Meter-Staffel aus. 1993 erreichte er bei den Weltmeisterschaften in Stuttgart abermals das Viertelfinale.
1988 wurde er spanischer Meister über 200 Meter, 1989 und von 1991 bis 1994 über 400 Meter. In der Halle holte er 1989 und 1991 den nationalen Titel über 400 Meter und 1990 den über 200 Meter.
Cayetano Cornet ist 1,83 m groß und wog in seiner aktiven Zeit 73 kg. Er wurde von Manuel Pascua trainiert.

## Doping
Im Frühjahr 2024 erhielt die ARD-Dopingredaktion Videomaterial von einem Interview mit dem spanischen Arzt Eufemiano Fuentes mittels versteckter Kamera, der organisiertes Massendoping durch das spanische Olympiateam bei den Olympischen Spielen 1992 in Barcelona gestand. Fuentes beschreibt unter anderem auch das Doping des spanischen 400-Meter-Läufers Cornet, der nach seiner aktiven Laufbahn seit den Olympischen Spielen 2006 der Chef de Mission (Delegationsleiter) des spanischen Olympiateams ist.

## Persönliche Bestzeiten
- 200 m: 20,94 s, 9. Juli 1988, Getxo
  - Halle: 20,89 s, 18. Februar 1990, Donostia-San Sebastián
- 400 m: 44,96 s, 12. August 1989, Barcelona
  - Halle: 46,00 s, 3. März 1990, Glasgow